# Yared Bayeh
Yared Bayeh (Bahar Dar, 22 gennaio 1995) è un calciatore etiope, difensore del Fasil Kenema e della nazionale etiope.

## Carriera

### Club
Ha giocato nella prima divisione etiope.

### Nazionale
Debutta con la nazionale etiope il 21 novembre 2015 in occasione dell'incontro di Coppa CECAFA perso 1-0 contro ilRuanda.
Il 23 dicembre 2021 viene incluso nella lista finale per la Coppa delle nazioni africane 2021.

## Statistiche
Statistiche aggiornate all'8 gennaio 2022.

### Cronologia presenze e reti in nazionale
| Cronologia completa delle presenze e delle reti in nazionale ― Etiopia | Cronologia completa delle presenze e delle reti in nazionale ― Etiopia | Cronologia completa delle presenze e delle reti in nazionale ― Etiopia | Cronologia completa delle presenze e delle reti in nazionale ― Etiopia | Cronologia completa delle presenze e delle reti in nazionale ― Etiopia | Cronologia completa delle presenze e delle reti in nazionale ― Etiopia | Cronologia completa delle presenze e delle reti in nazionale ― Etiopia | Cronologia completa delle presenze e delle reti in nazionale ― Etiopia |
| Data                                                                   | Città                                                                  | In casa                                                                | Risultato                                                              | Ospiti                                                                 | Competizione                                                           | Reti                                                                   | Note                                                                   |
| ---------------------------------------------------------------------- | ---------------------------------------------------------------------- | ---------------------------------------------------------------------- | ---------------------------------------------------------------------- | ---------------------------------------------------------------------- | ---------------------------------------------------------------------- | ---------------------------------------------------------------------- | ---------------------------------------------------------------------- |
| 21-11-2015                                                             | Addis Abeba                                                            | Etiopia                                                                | 0 – 1                                                                  | Ruanda                                                                 | Coppa CECAFA 2015 - 1º turno                                           | -                                                                      | 24’                                                                    |
| 28-11-2015                                                             | Auasa                                                                  | Etiopia                                                                | 1 – 1                                                                  | Tanzania                                                               | Coppa CECAFA 2015 - 1º turno                                           | -                                                                      | 54’                                                                    |
| 30-11-2015                                                             | Addis Abeba                                                            | Etiopia                                                                | 1 – 1 dts (4 - 3 dtr)                                                  | Tanzania                                                               | Coppa CECAFA 2015 - Quarti di finale                                   | -                                                                      | 46’                                                                    |
| 5-12-2015                                                              | Addis Abeba                                                            | Etiopia                                                                | 1 – 1 dts (5 - 4 dtr)                                                  | Sudan                                                                  | Coppa CECAFA 2015 - Finale 3º posto                                    | -                                                                      | 46’                                                                    |
| 9-1-2016                                                               | Addis Abeba                                                            | Etiopia                                                                | 1 – 1                                                                  | Niger                                                                  | Amichevole                                                             | -                                                                      |                                                                        |
| 21-1-2016                                                              | Butare                                                                 | Camerun                                                                | 0 – 0                                                                  | Etiopia                                                                | Qual. CHAN 2016                                                        | -                                                                      | 74’                                                                    |
| 25-1-2016                                                              | Kigali                                                                 | Etiopia                                                                | 1 – 2                                                                  | Angola                                                                 | Qual. CHAN 2016                                                        | -                                                                      |                                                                        |
| 26-7-2019                                                              | Gibuti                                                                 | Gibuti                                                                 | 0 – 1                                                                  | Etiopia                                                                | Qual. CHAN 2020                                                        | -                                                                      |                                                                        |
| 4-8-2019                                                               | Dire Daua                                                              | Etiopia                                                                | 4 – 3                                                                  | Gibuti                                                                 | Qual. CHAN 2020                                                        | 1                                                                      |                                                                        |
| 4-9-2019                                                               | Bahar Dar                                                              | Etiopia                                                                | 0 – 0                                                                  | Lesotho                                                                | Qual. Mondiali 2022                                                    | -                                                                      |                                                                        |
| 8-9-2019                                                               | Maseru                                                                 | Lesotho                                                                | 1 – 1                                                                  | Etiopia                                                                | Qual. Mondiali 2022                                                    | -                                                                      |                                                                        |
| 22-9-2019                                                              | Macallè                                                                | Etiopia                                                                | 0 – 1                                                                  | Ruanda                                                                 | Qual. CHAN 2020                                                        | -                                                                      |                                                                        |
| 22-10-2020                                                             | Addis Abeba                                                            | Etiopia                                                                | 2 – 3                                                                  | Zambia                                                                 | Amichevole                                                             | -                                                                      | 79’                                                                    |
| 6-11-2020                                                              | Addis Abeba                                                            | Etiopia                                                                | 2 – 2                                                                  | Sudan                                                                  | Amichevole                                                             | -                                                                      |                                                                        |
| 13-11-2020                                                             | Niamey                                                                 | Niger                                                                  | 1 – 0                                                                  | Etiopia                                                                | Qual. Coppa d'Africa 2021                                              | -                                                                      |                                                                        |
| 17-11-2020                                                             | Addis Abeba                                                            | Etiopia                                                                | 3 – 0                                                                  | Niger                                                                  | Qual. Coppa d'Africa 2021                                              | -                                                                      |                                                                        |
| 17-3-2021                                                              | Bahar Dar                                                              | Etiopia                                                                | 4 – 0                                                                  | Malawi                                                                 | Amichevole                                                             | -                                                                      |                                                                        |
| 24-3-2021                                                              | Bahar Dar                                                              | Etiopia                                                                | 4 – 0                                                                  | Madagascar                                                             | Qual. Coppa d'Africa 2021                                              | -                                                                      |                                                                        |
| 30-3-2021                                                              | Abidjan                                                                | Costa d'Avorio                                                         | 3 – 1                                                                  | Etiopia                                                                | Qual. Coppa d'Africa 2021                                              | -                                                                      |                                                                        |
| 26-8-2021                                                              | Bahar Dar                                                              | Etiopia                                                                | 0 – 0                                                                  | Sierra Leone                                                           | Amichevole                                                             | -                                                                      |                                                                        |
| 29-8-2021                                                              | Bahar Dar                                                              | Etiopia                                                                | 2 – 1                                                                  | Uganda                                                                 | Amichevole                                                             | -                                                                      |                                                                        |
| 3-9-2021                                                               | Cape Coast                                                             | Ghana                                                                  | 1 – 0                                                                  | Etiopia                                                                | Qual. Mondiali 2022                                                    | -                                                                      |                                                                        |
| 7-9-2021                                                               | Bahar Dar                                                              | Etiopia                                                                | 1 – 0                                                                  | Zimbabwe                                                               | Qual. Mondiali 2022                                                    | -                                                                      |                                                                        |
| 9-10-2021                                                              | Bahar Dar                                                              | Etiopia                                                                | 1 – 3                                                                  | Sudafrica                                                              | Qual. Mondiali 2022                                                    | -                                                                      |                                                                        |
| 12-10-2021                                                             | Johannesburg                                                           | Sudafrica                                                              | 1 – 0                                                                  | Etiopia                                                                | Qual. Mondiali 2022                                                    | -                                                                      |                                                                        |
| 30-12-2021                                                             | Limbé                                                                  | Etiopia                                                                | 3 – 2                                                                  | Sudan                                                                  | Amichevole                                                             | -                                                                      |                                                                        |
| 9-1-2022                                                               | Yaoundé                                                                | Etiopia                                                                | 0 – 1                                                                  | Capo Verde                                                             | Coppa d'Africa 2021 - 1º turno                                         | -                                                                      | 12’                                                                    |
| 3-8-2023                                                               | Leesburg                                                               | Etiopia                                                                | 2 – 0                                                                  | Guyana                                                                 | Amichevole                                                             | -                                                                      |                                                                        |
| Totale                                                                 |                                                                        | Presenze                                                               | 28                                                                     |                                                                        | Reti                                                                   | 1                                                                      |                                                                        |